# Rosa setipoda
Espèce
Classification phylogénétique
Rosa setipoda est une espèce de plantes à fleurs de la famille des Rosaceae. C'est un rosier classé dans la section des Cinnamomeae, originaire de Chine centrale.

## Description
C'est un arbuste pouvant atteindre 3 à 5 mètres de haut, aux fleurs simples rose brillant, sur pédoncule pourpre et réunis en bouquets, qui fleurissent en juin.
Les fruits sont des cynorrhodons de couleur rouge foncé, à la forme particulière « en bouteille », longs de 3 à 6 cm, couverts de poils collants.

## Synonymes
- Rosa macrophylla  var. crasseaculeata M.L.Vilm.